# Carly
Carly ist eine französische Gemeinde mit 633 Einwohnern (Stand: 1. Januar 2022) im Département Pas-de-Calais in der Region Hauts-de-France. Sie gehört zum Arrondissement Boulogne-sur-Mer und zum Kanton Desvres.

## Geographie
Die Gemeinde Carly liegt an der Liane, etwa neun Kilometer von der Opalküste des Atlantiks und neun Kilometer von der Küstenstadt Boulogne-sur-Mer entfernt. Das Gemeindegebiet von Carly ist Teil des Regionalen Naturparks Caps et Marais d’Opale. Umgeben wird Carly von den Nachbargemeinden Hesdin-l’Abbé im Nordwesten und Norden, Baincthun im Norden und Nordosten, Questrecques im Nordosten und Osten, Samer im Südosten und Süden, Verlincthun im Süden und Südwesten sowie Hesdigneul-lès-Boulogne im Westen. Durch die Gemeinde führt die frühere Route nationale 1 (heutige D901).

## Bevölkerungsentwicklung
| Jahr                       | 1962 | 1968 | 1975 | 1982 | 1990 | 1999 | 2006 | 2012 | 2022 |
| -------------------------- | ---- | ---- | ---- | ---- | ---- | ---- | ---- | ---- | ---- |
| Einwohner                  | 318  | 285  | 279  | 307  | 463  | 525  | 542  | 580  | 633  |
| Quellen: Cassini und INSEE |      |      |      |      |      |      |      |      |      |

## Sehenswürdigkeiten
- Kirche Saint-Martin, ursprünglich aus dem 13. Jahrhundert
- altes Herrenhaus
- Schloss Houret

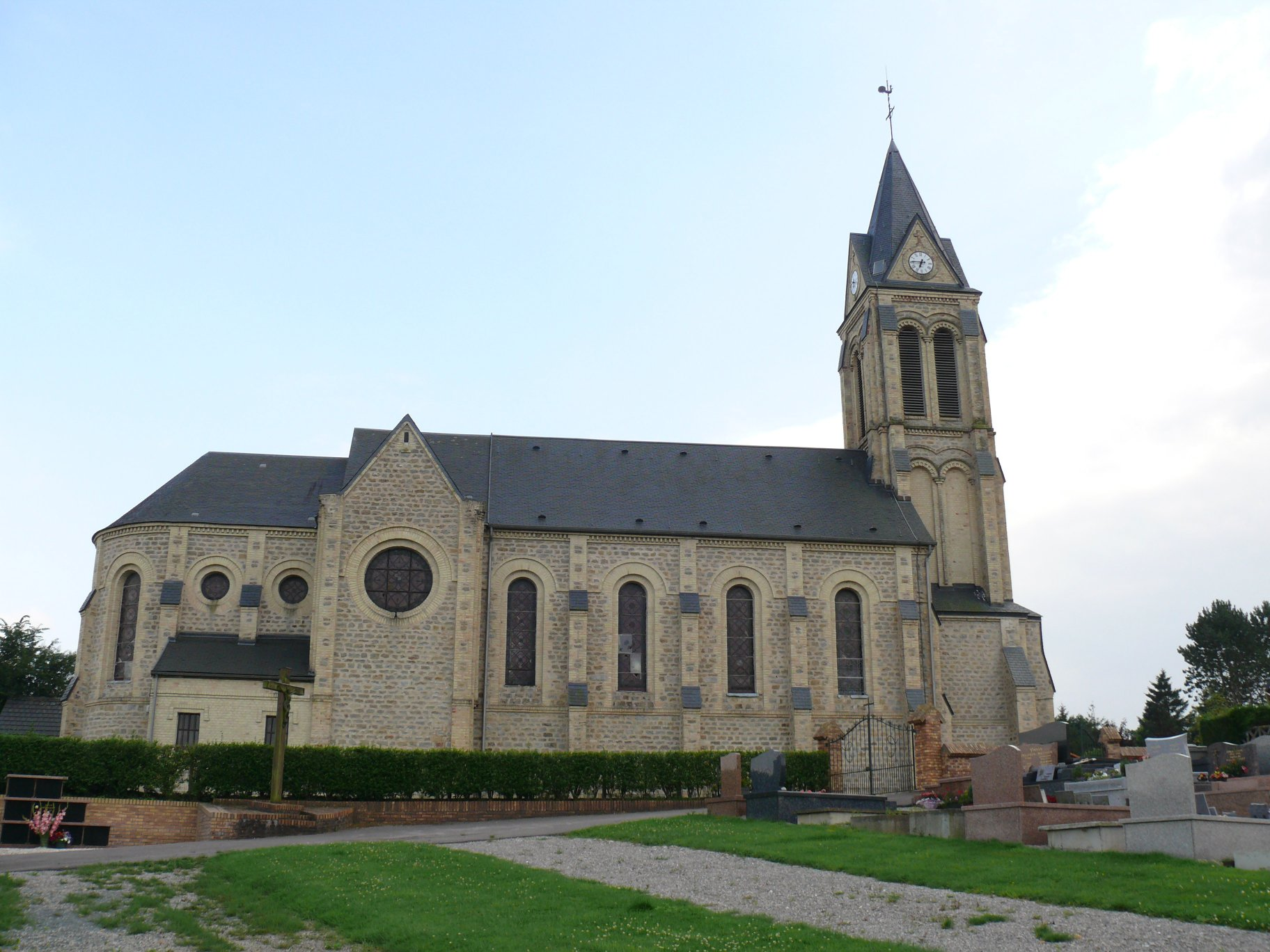
Kirche Saint-Martin